# 主バガヴァーン クリシュナ
『主バガヴァーン クリシュナ』（Krishna, the Supreme Personality of Godhead）とはヒンドゥー教系新宗教団体、クリシュナ意識国際協会で用いられる書籍の一つ。同団体の創設者A・C・バクティヴェーダーンタ・スワミ・プラブパーダが解説を交えながらクリシュナの物語を述べたものである。1970年にバクティヴェーダーンタ文庫社から刊行された。本書の刊行のためジョージ・ハリスンが19000ドルを寄付している。全89章からなり、巻末にイーショーシャニパッド（イーシャー・ウパニシャッド）のマントラとその解説が付されている。日本語版は全4冊。信者によって配布（販売）されているが、原著である英語版とは違い、一般の流通には乗せられておらず、通販もされていない。